# Jakiv Fedorovics Holovackij
Jakiv Fedorovics Holovackij (ukrán betűkkel: Яків Федорович Головацький; Csepeli, 1814. október 17. – Vilna, 1888. május 13.) ruszin–ukrán nyelvész, etnográfus, folklorista, költő, pap és pedagógus.

## Életrajzi adatok
1814. október 29-én Galíciában, a mai Ukrajna területén, a Brodi környéki Csepeli faluban született. Apja, a mikolajivi születésü Teodor atya volt. Mikolajivből származott Holovackijék egész családja. Testvére Ivan Fedorovics Holovackij (1816–1899) költő, újságíró.
1831-ben a lembergi gimnázium befejezése után felvették a Lembergi Egyetem Bölcsészettudományi Karára. 1832-ben megszakította tanulmányait, és két éven keresztül beutazta Galícia és Kárpátalja városait és falvait. Érdekes, hogy utazását a Dnyeszter menti Mikolajiv városból kezdte. 1835-ben a kassai akadémián, utána a Budapesti Egyetemen tanult. 1836–1839 között a lembergi egyetemen folytatta tanulmányait. 1842-ben fejezte be tanulmányait a lembergi egyházi szemináriumban. Görögkatolikus parókusként lelki szolgálatot végezet Mikitinci (1842–1846) és Hmiljova (1846–1848) falvakban.
1848-ban, résztvevője volt az ukrán tudósok Lembergi Gyűlésének. 1858–1859 között a Lembergi egyetem ukrán Nyelvészeti Karának professzora és Bölcsészettudományi Karának dékánja, 1862–1864 között pedig rektora volt.
Mihail Petrovics Pogogyin hatása alatt oroszbarát álláspontra tért át, amiért 1841-ben megválasztották a Szentpétervári Akadémia tagjává. 1868-ban áttelepedett Oroszországba, lemondott egyházi tisztségeiről, és áttért görögkeleti ortodox vallásra. Ugyanebben az évben a bécsi archeografiai bizottság, 1871-ben pedig a Vilnai nyilvános könyvtár és múzeum létrehozásával foglalkozó ideiglenes bizottság élére állt. Markija Saskeviccsel és Ivan Vahilevicssel együtt 1831-ben megalapították a galíciai ifjúság hazafias és nemzeti irányzatú, Ruszka trijca (Orosz hármas) nevű körét.
Lembergi tartózkodása idején szoros kapcsolatban állt olyanokkal, mint Usztijanovics, Zubrickij, Vahilevics, levelezési viszonyban volt Pogogyinnal, Bogyanszkijjal, Makszimoviccsal, Kollárral, Šafarikkal, Kaubekkel, Zannal, Zaleszkijjel, később pedig Halkaval, Erbennel és más szlavistával.
Verses műveit a Ruszalka Dnyisztrova (Dnyeszteri sellő) folyóiratban és a Vinok ruszinam na obzsinki (Aratási koszorú a ruszinoknak, Bécs, 1846–1847) nevű almanachban, melynek kiadásában személyesen is részt vett. Nagy számú irodalmi és etnográfiai munkája szétszórtan jelent meg sokféle gyűjteményben, teológiai művei és visszaemlékezései pedig legfőképpen a Naukovij zbirnik Halicko-Ruszkoji matici (A Galíciai-Orosz Anyácska tudományos gyűjtemény). Romantikus időszakában, 1848-ig, abból az álláspontból kiindulva, hogy a nyelv tükrözi a legjobban egy nép lelkét, sok időt szentelt az ukrán nyelvismereti adatok gyűjtésének és feldolgozásának.

## Külső hivatkozások
- Életrajza Mikolajiv város honlapján (ukránul)